# Constant Lestienne
Constant Lestienne (Amiens, 23 maggio 1992) è un tennista francese.
Ha vinto un torneo del circuito maggiore in doppio ma si è messo in luce soprattutto in singolare con due semifinali ATP e diversi titoli nei circuiti minori. Ha raggiunto la 48ª posizione del ranking ATP nel febbraio 2023, mentre in doppio non è andato oltre la 250ª del giugno 2023.

## Carriera

### 2009-2015, primi anni
Dopo un'apparizione isolata e senza vittorie nel 2009, inizia a giocare in pianta stabile nel 2011 nel circuito ITF soprattutto in doppio, e a partire dall'anno successivo anche in singolare. Nel 2013 entra per la prima volta nel tabellone delle qualificazioni di un torneo ATP a Stoccolma e viene eliminato al secondo incontro. Vince il primo titolo tra i professionisti nel giugno 2014 in doppio al torneo ITF France F12 e in agosto arriva il primo titolo in singolare al Belgium F9, dopo aver perso 4 finali in precedenza. Al suo sesto tentativo, nell'aprile 2015 supera per la prima volta le qualificazioni di un torneo ATP all'Estoril e viene subito eliminato da Pablo Carreño Busta. Il mese dopo fa la sua prima esperienza in una prova del Grande Slam al Roland Garros, perdendo al primo turno di qualificazione.

### 2016-2017, primo titolo Challenger in singolare, squalifica, primo incontro vinto in uno Slam in doppio
Il 1º maggio 2016 vince il primo Challenger nel torneo di singolare a Ostrava, sconfiggendo in finale Zdeněk Kolář. In settembre batte per la prima volta un top 100, il nº 72 ATP Inigo Cervantes, al Challenger di Stettino, dove si ferma in semifinale. Quello stesso mese Lestienne viene squalificato per 7 mesi e multato di 10000 $ dall'ITF per aver scommesso online su 220 incontri di tennis tra il febbraio 2012 e il giugno 2015; secondo l'indagine condotta dalla Tennis Integrity Unit, nessuno di questi match lo aveva visto protagonista e metà della pena viene sospesa. Rientra a giocare nel gennaio 2017 e in maggio partecipa con una wild card insieme a Corentin Moutet al torneo di doppio del Roland Garros; al suo esordio nel tabellone principale di uno Slam passa il primo turno per il ritiro degli avversari ed esce di scena al secondo.

### 2018-2019, secondo titolo Challenger
Nel 2018 gli viene concessa una wildcard per il doppio al Roland Garros anche ma viene eliminato subito. In agosto vince il suo secondo titolo Challenger in singolare a Portorose battendo in finale Andrea Arnaboldi. Il mese dopo supera le qualificazioni all'ATP 250 di Metz e vince il suo primo incontro ATP sconfiggendo Jürgen Zopp prima di essere eliminato al secondo turno da Richard Gasquet. Altri discreti risultati ottenuti in stagione lo portano nel gennaio 2019 al 142º posto della classifica mondiale, suo nuovo best ranking. In febbraio grazie a una wildcard fa il suo esordio in un torneo di doppio ATP 250 a Montpellier e, in coppia con Lucas Pouille, viene eliminato al primo turno. Nel prosieguo della stagione raccoglie soprattutto sconfitte, in agosto esce dalla top 200  e il miglior risultato è la finale raggiunta in novembre al Maia Challenger, nella quale viene sconfitto da Jozef Kovalík.

### 2020-2022, quattro titoli Challenger, prima semifinale ATP, 61º nel ranking
Dirada le apparizioni in doppio, dal febbraio 2020 gioca esclusivamente in singolare ma non ottiene risultati di rilievo fino all'ottobre del 2021, quando torna a vincere un torneo Challenger dopo oltre tre anni ad Alicante, battendo in finale Hugo Grenier. Nel febbraio 2022 viene sconfitto in tre set nella finale del Challenger La Manche dal nº 68 del ranking ATP Benjamin Bonzi. A luglio raggiunge tre finali Challenger, vince le prime a Malaga e a Pozoblanco, battendo rispettivamente Emilio Gómez e Grégoire Barrère; a fine mese perde quella di Segovia contro Hugo Grenier e a fine torneo accede par la prima volta nella top 100 mondiale, al 90º posto. Continua a salire in classifica nel periodo successivo, vince il Challenger 125 di Vancouver con il successo in finale sul nº 64 ATP Arthur Rinderknech. Il mese dopo raggiunge per la prima volta i quarti di finale in un torneo ATP a San Diego con la vittoria su Alejandro Tabilo e raccoglie solo 4 giochi contro Daniel Evans. Nel successivo torneo ATP di Tel Aviv supera i top 60 Mannarino, Ruusuvuori e Cressy e accede alla semifinale, che perde in due set contro Marin Čilić, risultati con cui sale al 61º posto mondiale.

### 2023, una semifinale ATP, primo incontro vinto in uno Slam e top 50 in singolare, prima finale ATP in doppio
Nel 2023 continua a giocare nel circuito maggiore, a gennaio raggiunge la seconda semifinale in carriera a Auckland ed è costretto a dare forfait prima dell'incontro con Richard Gasquet. Vince il suo primo incontro in una prova del Grande Slam agli Australian Open con il successo su Thiago Monteiro e al secondo turno cede in 4 set a Cameron Norrie, risultati con cui entra nella top 50, al 48º posto. A febbraio disputa la prima finale in carriera nel circuito ATP nel torneo di doppio a Doha, in coppia con Botic van de Zandschulp viene sconfitto in tre set da Rohan Bopanna / Matthew Ebden ed entra nella top 300 di specialità.
Dopo i buoni risultati di inizio stagione, nei mesi successivi subisce una serie quasi ininterrotta di sconfitte in singolare nel circuito maggiore e ad agosto esce dalla top 100. Si riscatta subito dopo con il titolo vinto al Challenger 125 di Stanford superando in finale Emilio Nava in due set. Si ripete il mese successivo al Challenger 125 di Saint-Tropez con la vittoria al terzo set in finale su Liam Broady. A ottobre supera Hugo Grenier in finale al JC Ferrero Challenger Open. Chiude la stagione all'87ª posizione mondiale con alcuni discreti risultati nei Challenger.

### 2024-2025, discesa nel ranking
Si mantiene a cavallo della 100ª posizione mondiale nella prima parte del 2024 nonostante raggiunga il secondo turno solo tre volte nel circuito ATP e due volte nel circuito Challenger e rimanga inattivo da marzo a maggio. Dopo il rientro non vince alcun match nei tabelloni principali ATP e ad agosto esce dalla top 100. Riprende a giocare nei Challenger e i migliori risultati sono le due semifinali raggiunte a settembre e a novembre, quello stesso mese scende al 198º posto del ranking. Nella prima parte del 2025 non va oltre una semifinale nei Challenger e un secondo turno nei tornei ATP, a luglio esce dalla top 200.

## Statistiche
Aggiornate al 23 giugno 2025.

## Doppio

### Finali perse (1)
| Legenda              |
| Grande Slam (0)      |
| ATP Finals (0)       |
| ATP Masters 1000 (0) |
| ATP Tour 500 (0)     |
| ATP Tour 250 (1)     |

| N. | Data             | Torneo           | Superficie | Compagno                | Avversari in finale         | Punteggio           |
| 1. | 24 febbraio 2023 | Qatar Open, Doha | Cemento    | Botic van de Zandschulp | Rohan Bopanna Matthew Ebden | 7–6(5), 4–6, [6-10] |

### Tornei minori

#### Singolare

##### Vittorie (14)
| Legenda tornei minori |
| Challenger (9)        |
| Futures (5)           |

| Nº  | Data              | Torneo                                | Superficie  | Avversario in finale | Punteggio         |
| 1.  | 2 agosto 2014     | Belgium F9, Ostenda                   | Terra rossa | Alexandre Sidorenko  | 6-4, 6-2          |
| 2.  | 30 agosto 2015    | Netherlands F6, Rotterdam             | Terra rossa | Aleksej Vatutin      | 6-0, 6-4          |
| 3.  | 24 gennaio 2016   | France F2, Bressuire                  | Cemento (i) | Hugo Nys             | 6(4)–7, 6-1, 6-4  |
| 4.  | 1 maggio 2016     | Ostrava Open Challenger, Ostrava      | Terra rossa | Zdeněk Kolář         | 6(5)–7, 6-1, 6-2  |
| 5.  | 18 giugno 2017    | Hungary F4, Gyula                     | Terra rossa | Facundo Mena         | 7-5, 6-4          |
| 6.  | 3 dicembre 2017   | Czech Republic F12, Praga             | Cemento (i) | Petr Michnev         | 6-3, 6-3          |
| 7.  | 11 agosto 2018    | Slovenia Open, Portorose              | Cemento     | Andrea Arnaboldi     | 6-2, 6-1          |
| 8.  | 17 ottobre 2021   | JC Ferrero Challenger Open, Alicante  | Cemento     | Hugo Grenier         | 6-4, 6-3          |
| 9.  | 3 luglio 2022     | Málaga Open, Malaga                   | Cemento     | Emilio Gómez         | 6-3, 5-7, 6-2     |
| 10. | 24 luglio 2022    | Open Ciudad de Pozoblanco, Pozoblanco | Cemento     | Grégoire Barrère     | 6-0, 7–6(3)       |
| 11. | 21 agosto 2022    | Vancouver Open, Vancouver             | Cemento     | Arthur Rinderknech   | 6-0, 4-6, 6-3     |
| 12. | 19 agosto 2023    | Golden Gate Open, Stanford            | Cemento     | Emilio Nava          | 7-6(4), 6-2       |
| 13. | 24 settembre 2023 | Saint-Tropez Open, Saint-Tropez       | Cemento     | Liam Broady          | 4-6, 6-3, 6-4     |
| 14. | 8 ottobre 2023    | JC Ferrero Challenger Open, Alicante  | Cemento     | Hugo Grenier         | 6(10)-7, 6-2, 6-4 |

##### Finali perse (14)
| Legenda tornei minori |
| Challenger (5)        |
| Futures (9)           |

| Nº  | Data              | Torneo                                             | Superficie      | Avversario in finale | Punteggio           |
| 1.  | 3 febbraio 2013   | France F3, Feucherolles                            | Cemento (i)     | David Guez           | 0-6, 1-6            |
| 2.  | 11 agosto 2013    | Belgium F8, Eupen                                  | Terra rossa     | Dimitar Grabul       | 6-0, 1-6, 3-6       |
| 3.  | 1º settembre 2013 | Germany F16, Kenn                                  | Terra rossa     | Yannick Maden        | 4-6, 6-4, 3-6       |
| 4.  | 29 giugno 2014    | France F12, Tolone                                 | Terra rossa     | Enzo Couacaud        | 4-6, 2-6            |
| 5.  | 28 marzo 2015     | France F7, Saint-Raphaël                           | Cemento (i)     | Yanais Laurent       | 2-6, 2-6            |
| 6.  | 17 gennaio 2016   | France F1, Bagnoles-de-l'Orne                      | Terra rossa (i) | Yannik Reuter        | 3-6, 2-6            |
| 7.  | 3 luglio 2016     | France F12, Montauban                              | Terra rossa     | Jordi Samper Montaña | 6(6)–7, 7–6(6), 2-6 |
| 8.  | 17 luglio 2016    | San Benedetto Tennis Cup, San Benedetto del Tronto | Terra rossa     | Federico Gaio        | 2-6, 6-1, 3-6       |
| 9.  | 15 gennaio 2017   | France F1, Bagnoles-de-l'Orne                      | Terra rossa (i) | Maxime Hamou         | 6-3, 4-6, 3-6       |
| 10. | 9 luglio 2017     | France F14, Bourg-en-Bresse                        | Terra rossa     | Geoffrey Blancaneaux | 6-3, 2-6, 5-7       |
| 11. | 18 febbraio 2018  | Challenger La Manche, Cherbourg                    | Cemento (i)     | Maximilian Marterer  | 4-6, 5-7            |
| 12  | 1º aprile 2018    | Saint-Brieuc Challenger, Saint-Brieuc              | Cemento (i)     | Ričardas Berankis    | 2-6, 7-5, 4-6       |
| 13. | 12 febbraio 2022  | Challenger La Manche, Cherbourg                    | Cemento (i)     | Benjamin Bonzi       | 4-6, 6-2, 4-6       |
| 14. | 31 luglio 2022    | Open Castilla y León, Segovia                      | Cemento         | Hugo Grenier         | 5-7, 3-6            |

#### Doppio

##### Vittorie (3)
| Legenda tornei minori |
| Challenger (0)        |
| Futures (3)           |

| Nº | Data            | Torneo                        | Superficie      | Compagno        | Avversari in finale          | Punteggio        |
| 1. | 29 giugno 2014  | France F12, Tolone            | Terra rossa     | Yanais Laurent  | Federico Coria Dante Gennaro | 3-6, 6-3, [10-4] |
| 2. | 6 luglio 2014   | France F13, Montauban         | Terra rossa     | Yanais Laurent  | Remy Chala Valentin Masse    | 6-1, 6-3         |
| 3. | 15 gennaio 2017 | France F1, Bagnoles-de-l'Orne | Terra rossa (i) | Alexis Musialek | Grégoire Jacq Hugo Nys       | 3-6, 7-5, [10-8] |